# Château de Sant Salvador de Verdera
Le château de Sant Salvador de Verdera (plus communément appelé château de Verdera ou château de San Salvador), est une ruine espagnole d'une ancienne fortification médiévale située au sommet de la montagne de Verdera, sur la commune d'El Port de la Selva, dans la province de Gérone en Catalogne.

## Localisation
Le château se situe au sommet de la montagne de Verdera, à 670 mètres d'altitude. Il se trouve en amont du monastère de Sant Pere de Rodes et offre une vue panoramique sur la péninsule du cap de Creus, sur le golfe de Roses, la plaine d'Alt Empordà et la partie la plus orientale des Pyrénées.

### Accès
Les ruines ne sont accessibles qu'à pied, par un sentier qui part depuis le monastère.

## Histoire

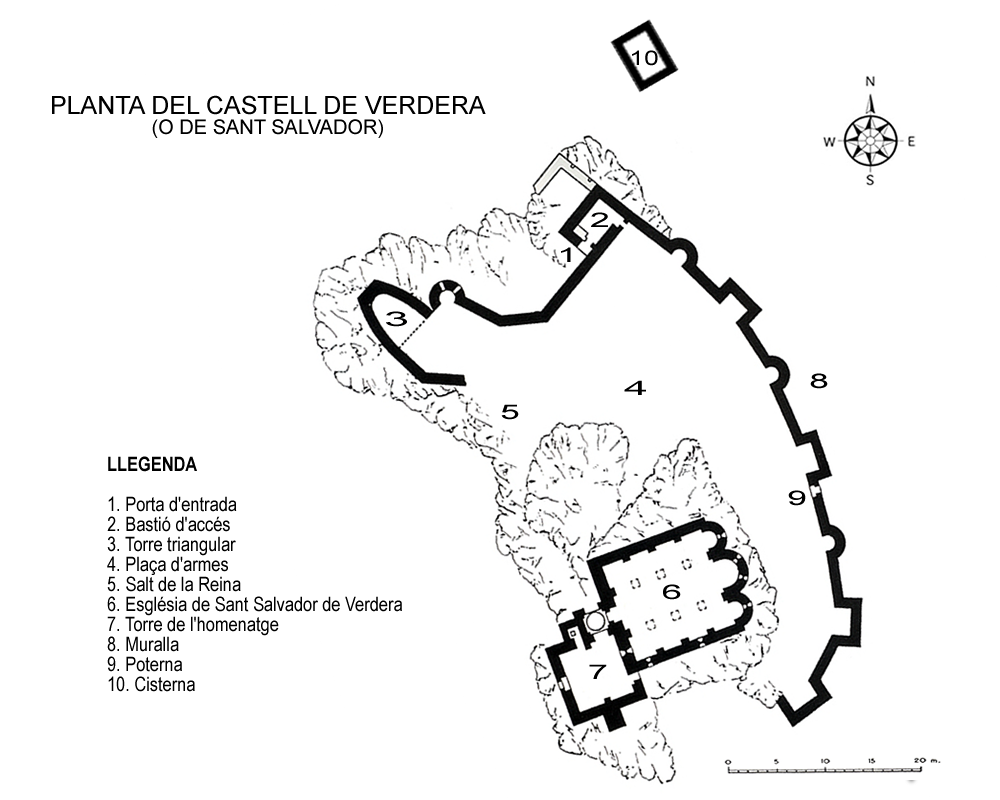
Le plan du château (en catalan).

On distingue deux étapes constructives et historiques qui expliquent la diversité des noms avec lesquels il est connu : une première étape, entièrement romane, du IXe siècle à la fin du XIIIe siècle, au cours de laquelle fut construit le château primitif, d'abord comtal puis monastique, alors appelé « château de Verdera ». La seconde étape débute à partir du dernier quart du XIIIe siècle, au cours de laquelle le château fut agrandi et fortifié entre les mains des comtes d'Ampúries, puis renommé « château de San Salvador », nom actuellement courant dans la région.
Au XVe siècle, le château revient aux mains des abbés du monastère de Sant Pere de Rodes.

## Protection
Le château de Verdera est classé bien culturel d'intérêt national depuis 1993.

## Galerie

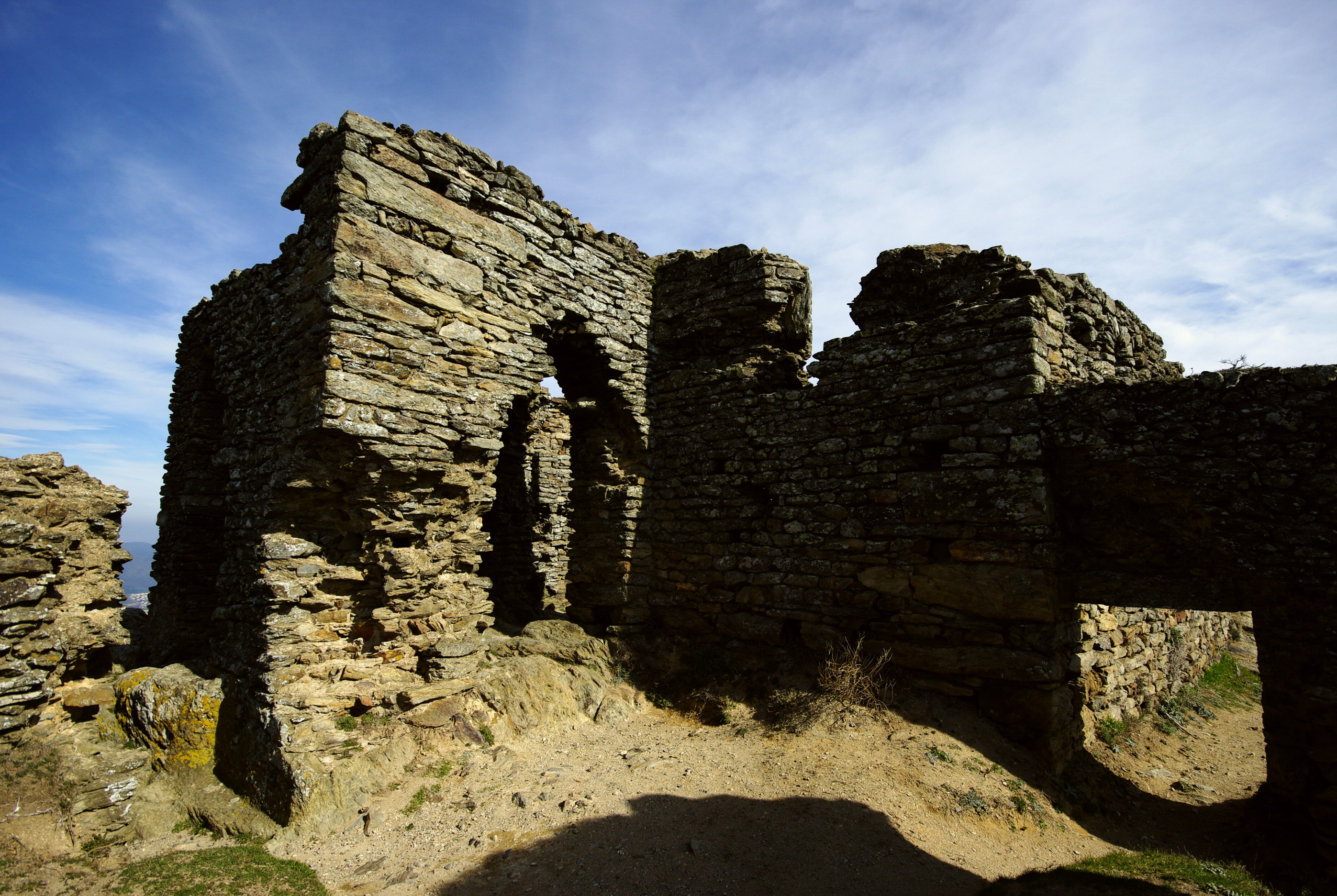
Le cœur des ruines.
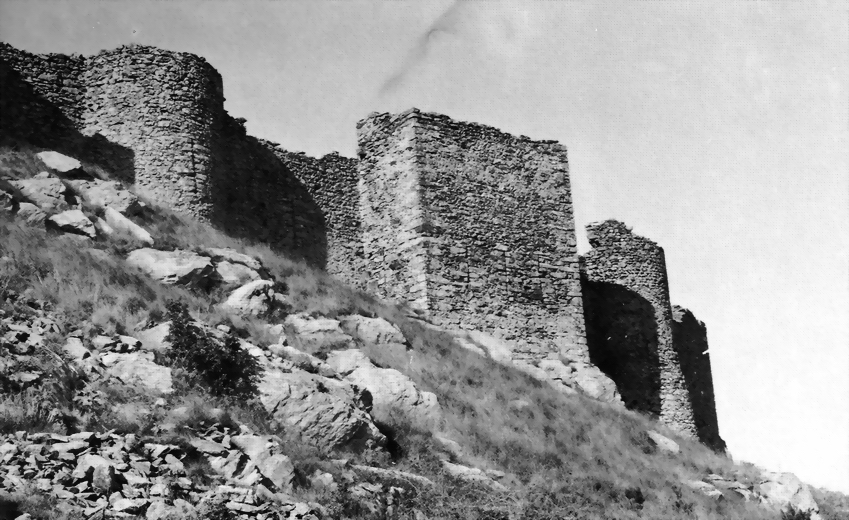
Les remparts orientaux.
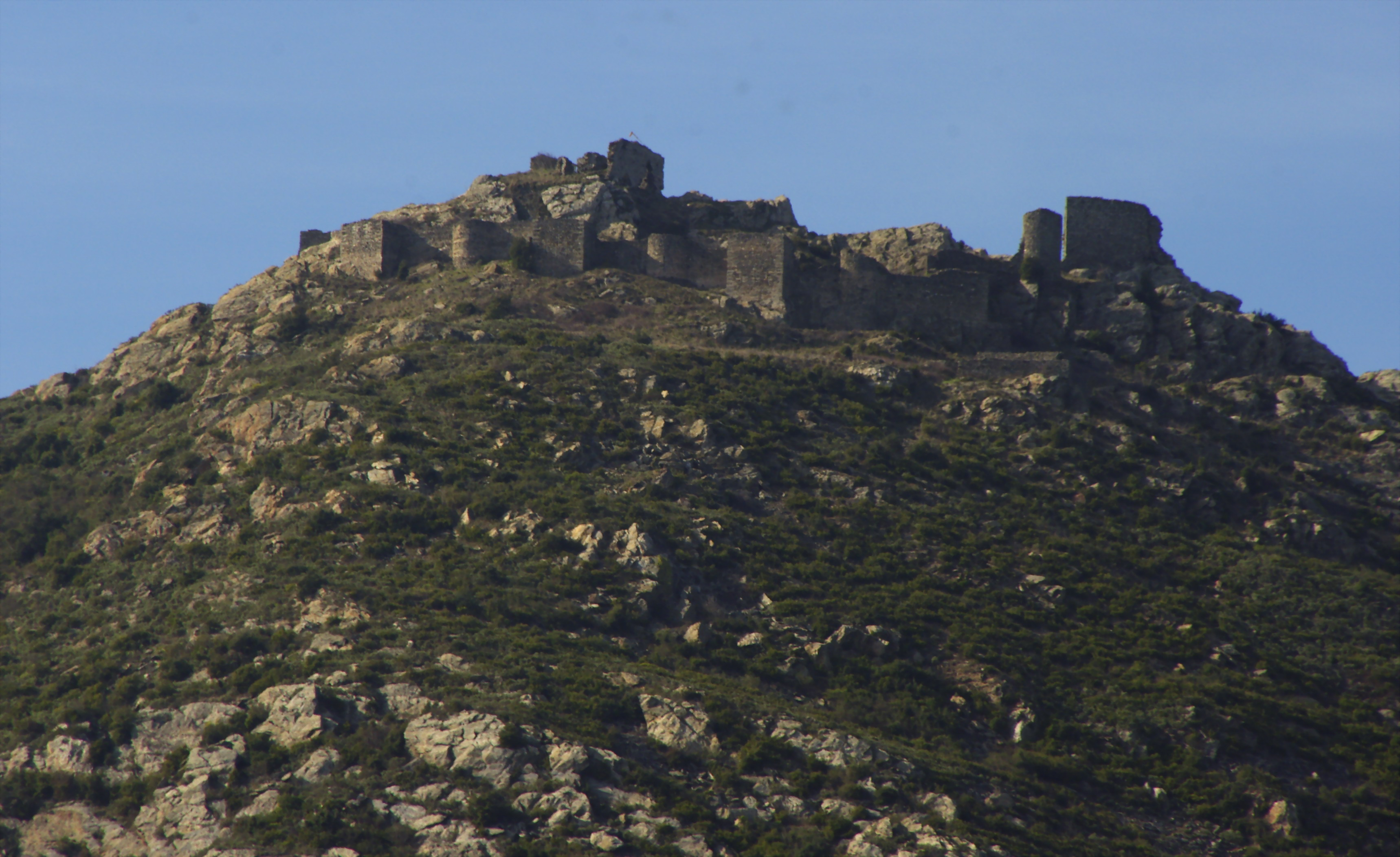
Le château vu depuis le nord.
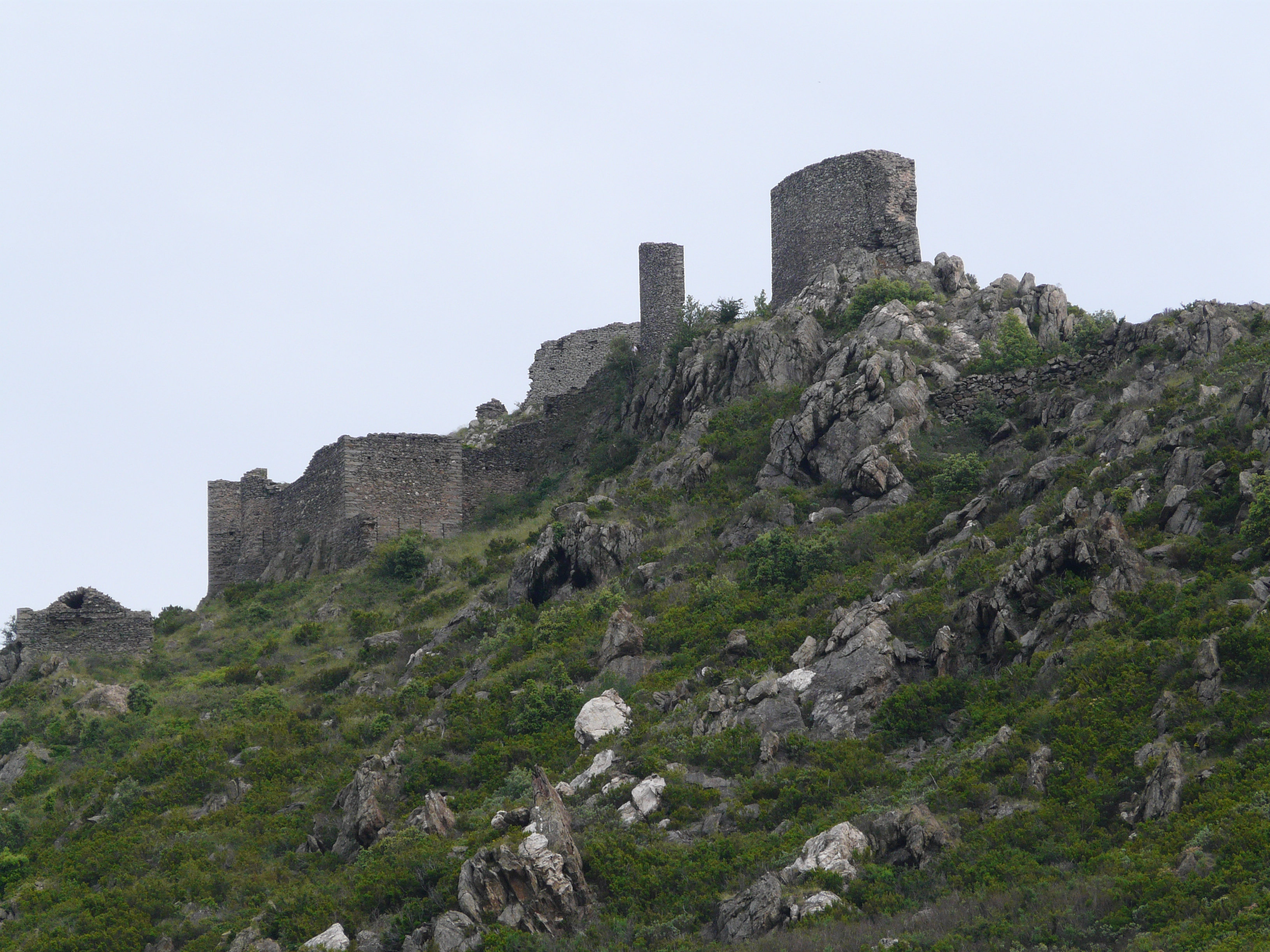
Le château vu depuis le monastère.
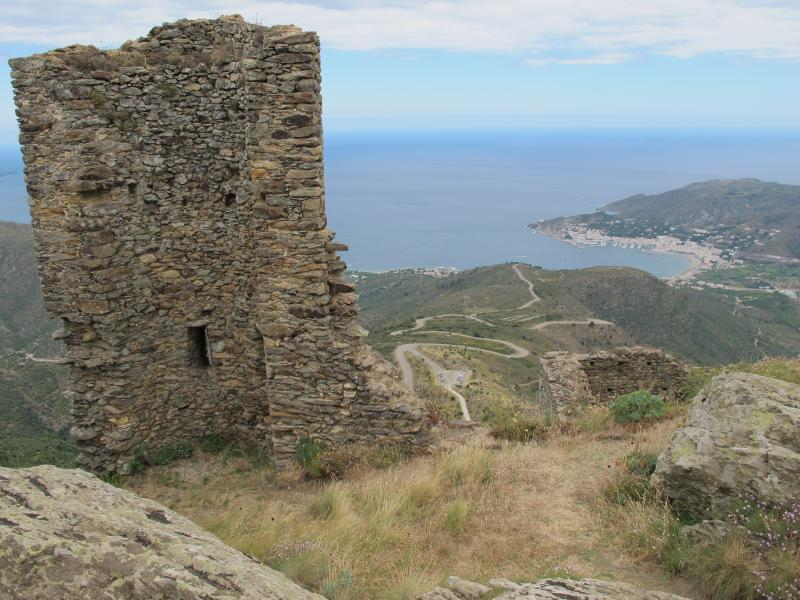
Le château et, en contrebas, le village d'El Port de la Selva.
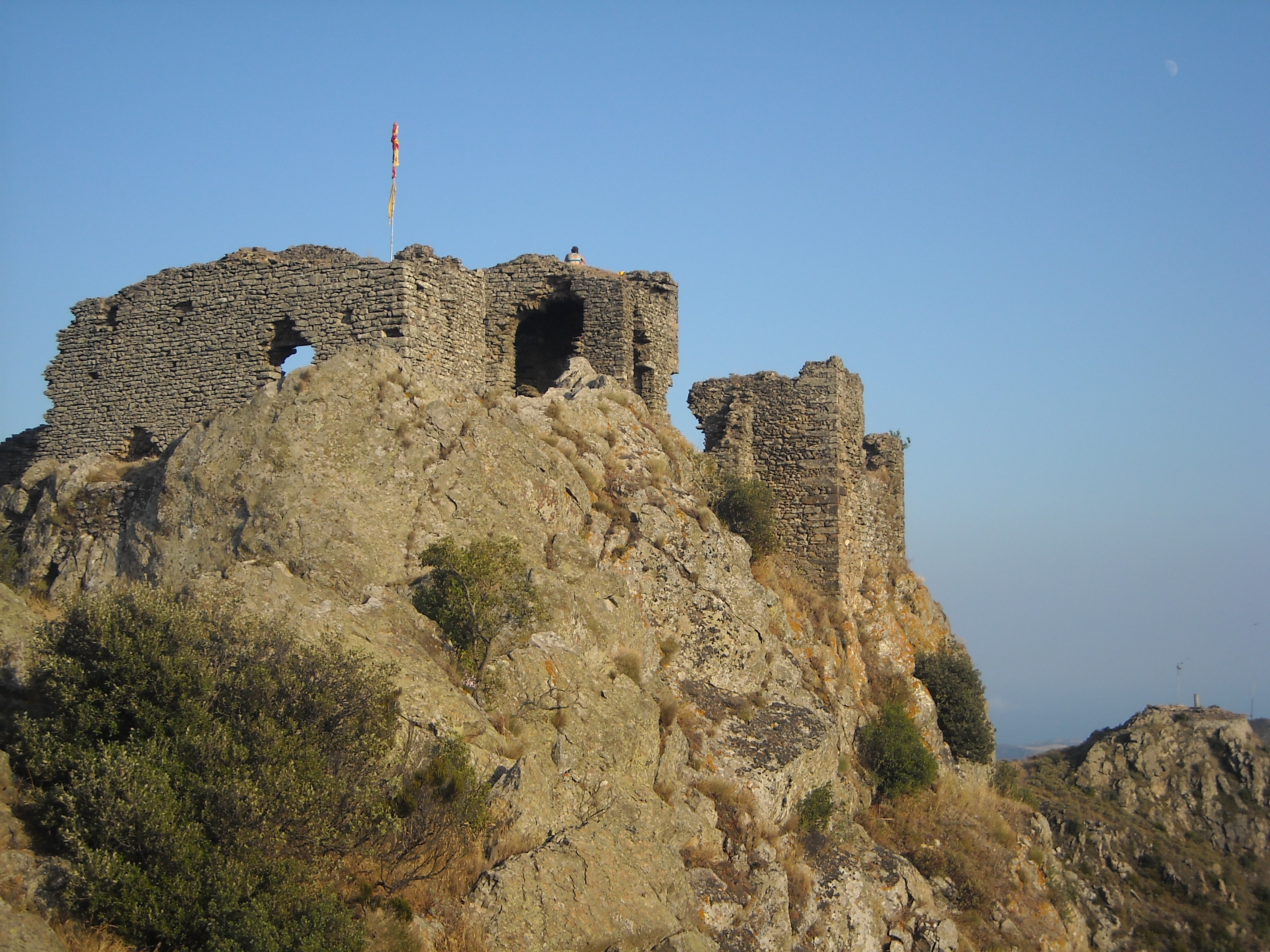
Le château vu depuis le sud.

### Sources
- (es) Cet article est partiellement ou en totalité issu de l’article de Wikipédia en espagnol intitulé « Castillo de Verdera » (voir la liste des auteurs).

1. ↑  (ca) « Castell de Verdera », sur Generalitat de Catalunya